# Qianzhousaurus
Qianzhousaurus är ett släkte rovdinosaurier som man påträffat fossil efter i Kina. Den tros ha levt i slutet av kritaperioden för omkring 67 milj. år sedan och ha varit en av de sista dinosaurierna innan Krita/Tertiär-utdöendet. Qianzhousaurus tillhörde familj tyrannosauridae, som också omfattar det mer kända släktet Tyrannosaurus.

## Beskrivning
Från det kända fossila materialet drar forskare slutsatsen att Qianzhousaurus i likhet med de flesta andra tyrannosaurider var ett stort djur, med en beräknad längd från nos till svans har på omkring 8-9 meter, av vilken skallen utgjorde 0.9 meter. Jämförelser med fossil från nära släktingar till Qianzhousaurus den hade något säregen skalle; de flesta andra tyrannosaurider, t.ex. Tyrannosaurus och Albertosaurus, hade korta, kompakta skallar och kraftiga käkar med grova, bananformade tänder. Qianzhousaurus huvud och nosparti var betydligt mer långsmalt och spetsigt. Tänderna var också fler till antalet och mer knivliknande. Den långa nosen inspirerade forskarna som beskrev Qianzhousaurus att ge den smeknamnet "Pinocchio rex", efter likheten med den italienske författaren Carlo Collodis kända bokfigur. Man tror att Qianzhousaurus långa nos och lättare kropp kan ha gjort att den spexialiserade sig mer på mindre bytesdjur än vad andra tyrannosaurider gjorde.
Qianzhousaurus långsmala skalle och tänder liknar Alioramus, ett annat släkte inom familj tyrannosauridae som bara är känt från 2 juvenila exemplar. Forskare har länge spekulerat om juvenila tyrannosaurider hade långsmala skallar som blev kortare och kompaktare med åldern, och att Alioramus långa nos därför kan ha berott på att djuret inte var fullvuxet. Fossilet efter Qianzhousaurus är dock efter ett mer vuxet exemplar. Det tyder på att den långa nosen hos Alioramus inte beror på juvenil ålder. Istället tror man att Qianzhousaurus och Alioramus utgör en egen, "långnäst" sidogren i tyrannosauridernas släktträd, skild från mer kortskalliga släkten som Tyrannosaurus och Albertosaurus.